# Jeepney
Jeepney là phương tiện phổ biến nhất của giao thông công cộng tại Philippines. Chúng được biết đến với trang trí rực rỡ và chỗ ngồi đông đúc, và đã trở thành một biểu tượng phổ biến của văn hóa và nghệ thuật Philippines. Một xe jeepney nhãn hiệu Sarao đã được trưng bày tại gian hàng của Philippines tại Hội chợ Thế giới 1964 tại New York như là một hình ảnh quốc gia của người Philippines.
Jeepneys ban đầu được làm từ các xe jeep của quân đội Mỹ để lại từ chiến tranh thế giới thứ hai. 
Jeepney từ là một từ ghép - một số nguồn coi từ này là kết hợp của hai từ "jeep" và "jitney" -"rẻ tiền", trong khi các nguồn khác coi nó là sự kết hợp giữa "jeep" và "knee" - "đầu gối", bởi vì các hành khách ngồi rất sát nhau. Trong khi hầu hết jeepney được sử dụng như là phương tiện giao thông công cộng, những người sử dụng nó như là phương tiện cá nhân có biển gắn trên cửa sau của xe ghi rõ "Cho gia đình sử dụng" hoặc "Riêng tư" để cảnh báo cho người đi ngoài đường. Ngoại lệ có các jeepney trên đường cao tốc, với cửa sau là bắt buộc, và trong một số trường hợp cửa sau được thiết kế để để tài xế kiểm soát việc đóng mở tự động. Jeepney ít khi được sử dụng cho mục đích thương mại hoặc giáo dục.

## Lịch sử

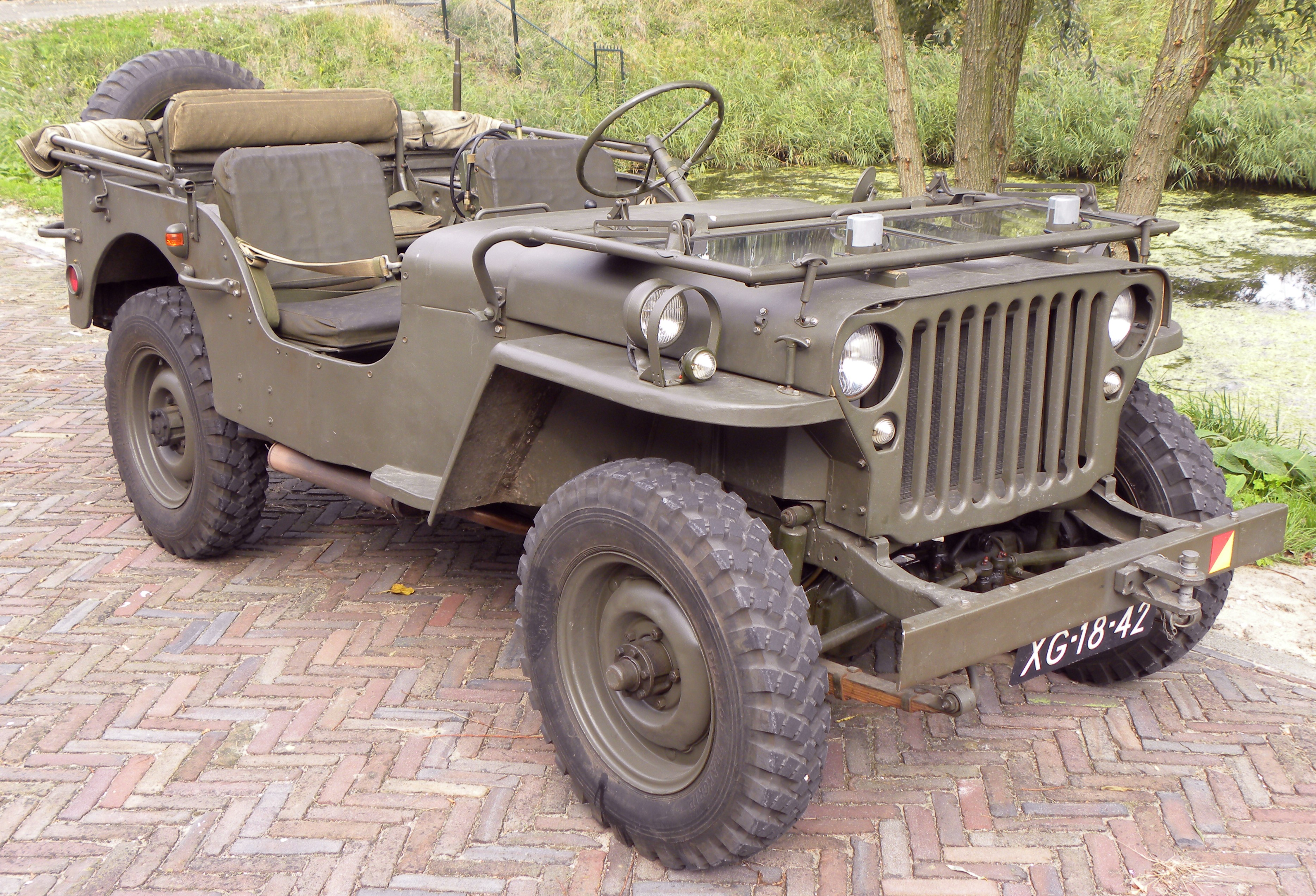
Một chiếc Willys Jeep đời 1943, cơ sở cho việc tạo ra các jeepney

Khi quân đội Mỹ bắt đầu rời khỏi Philippines vào cuối Thế chiến II, hàng trăm chiếc xe jeep dư ra đã được bán hoặc tặng cho người Philippines. Các xe jeep đã bị tháo dỡ và thay đổi tại chỗ: mái xe bằng kim loại đã được thêm vào để che nắng; và những chiếc xe được trang trí với các màu sắc sống động với đồ trang trí mạ crôm ở hai bên và nắp ca-pô. Phần ghế phía sau được cấu hình lại với hai băng ghế dài song song để hai hàng hành khách ngồi đối mặt với nhau để chứa thêm nhiều hành khách.[lower-alpha 1] Kích thước, chiều dài và số lượng hành khách trên xe đã tăng lên theo sự phát triển qua nhiều năm. Các xe loại trên được phân loại như là xe jeep chuyên chở hành khách. Các xe jeep với cấu hình ghế ngồi không mở rộng, được dán nhãn là xe của chủ, jeep có chủ tư, và được sử dụng với mục đích phi thương mại. Các jeepney ban đầu là các xe jeep quân sự của Willys và Ford được tân trang lại. Jeepney hiện đại ngày nay được sản xuất với việc thêm một vài động cơ bổ sung với phụ tùng của Nhật Bản.
Jeepney nhanh chóng trở thành một phương tiện giao thông công cộng phổ biến và không tốn kém trong bối cảnh sau Đại chiến thế giới lần thứ hai. Nhận thức được sử dụng rộng rãi của loại hình này, chính phủ Philippines đã bắt đầu điều chỉnh việc sử dụng chúng. Lái xe phải có giấy phép chuyên ngành, các tuyến đường cố định và giá vé hợp lý. Tuy nhiên, có một số tuyến xe được khai thác bất hợp pháp. Chúng được gọi chính thức là các tuyến xe "colorum" do đặc điểm màu sắc của các xe này chỉ ra đây là xe tư nhân, không phải xe công cộng.

## Nhà sản xuất

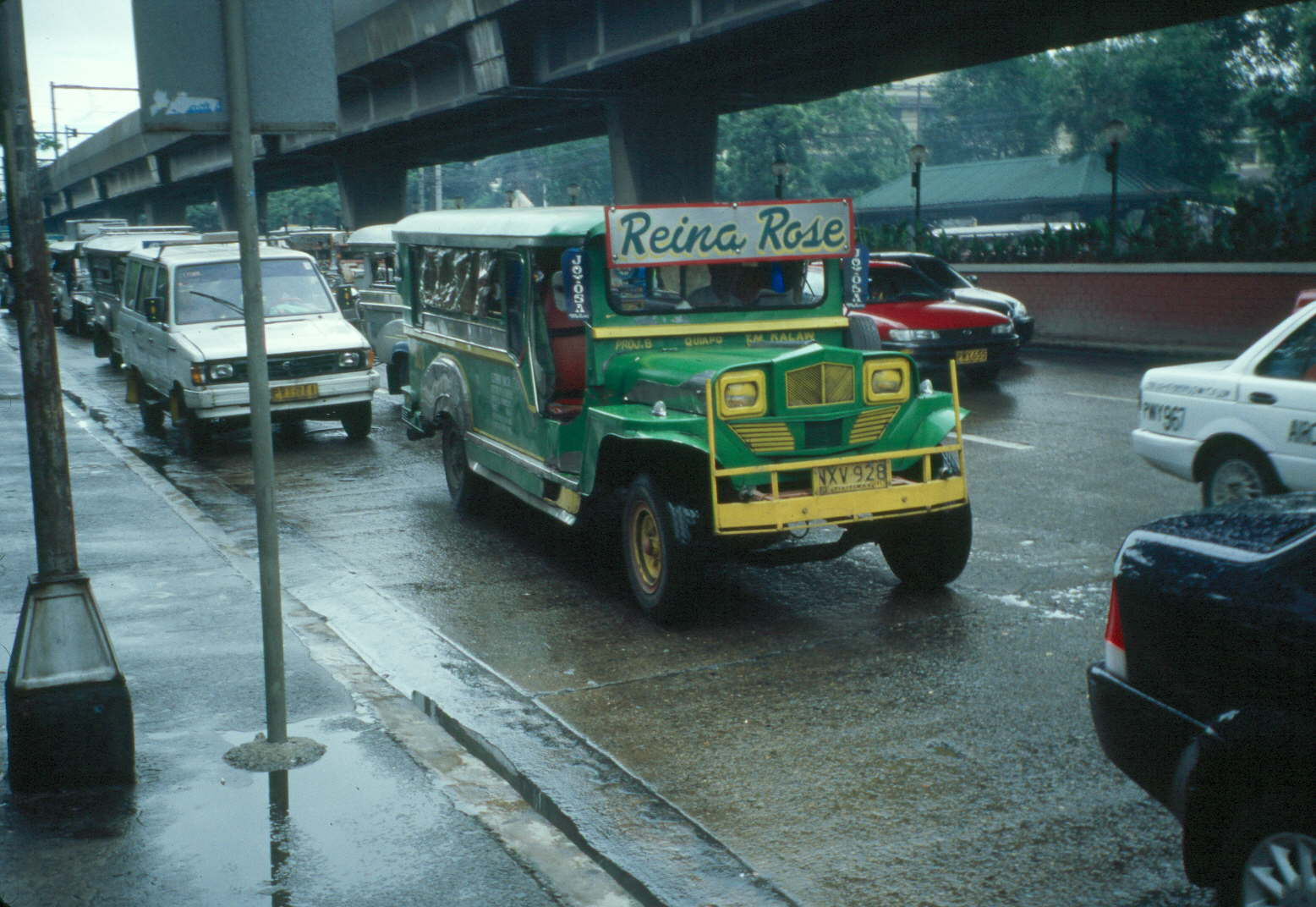
Một chiếc jeepney tại Manila.

Thương hiệu thực sự đồng nghĩa với jeepney là Sarao, công ty bắt đầu sản xuất jeepney đầu tiên vào năm 1953 và trở nên nổi tiếng trên toàn thế giới. Trước khi các nhà sản xuất sân sau phát triển, Sarao Motors và Francisco Motors - cả hai đều là các doanh nghiệp ở Las Piñas - là những nhà sản xuất jeepney lớn nhất. Lúc cao điểm, tỷ lệ số xe jeepney của Sarao lăn bánh trên đường phố Manila đông hơn những nhà sản xuất khác gấp gần 7 lần.
Ngày nay, Sarao Motors vẫn còn sản xuất jeepney nhưng đã giảm quy mô hoạt động, trong khi Francisco Motors đã ngừng sản xuất jeepney. Sarao Motors, Inc. được Leonardo S. Sarao thành lập tại Imus, Cavite với số vốn vay 700 peso để bắt đầu cửa hàng lắp ráp jeepney của riêng mình. Với những đóng góp lắp ráp và thiết kế sản xuất jeepney và nỗ lực phổ biến jeepney như là một ngành kinh tế vững mạnh tại nước này, Leonardo Sarao đã được nhận giải thưởng Mười doanh nghiệp nổi bật nhất Philipines (TOFIL) năm 1991.

## Kho hình ảnh

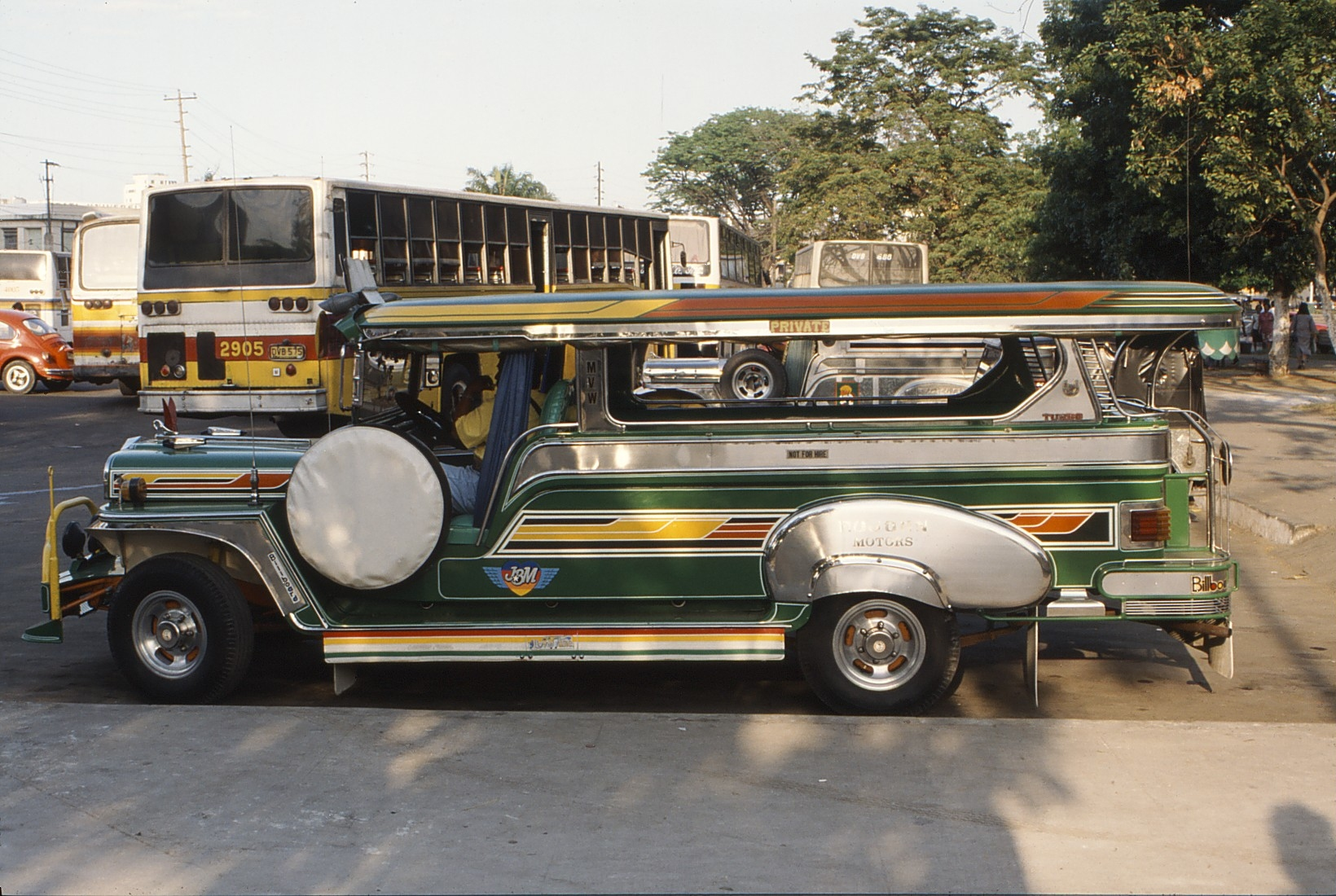
Jeepney
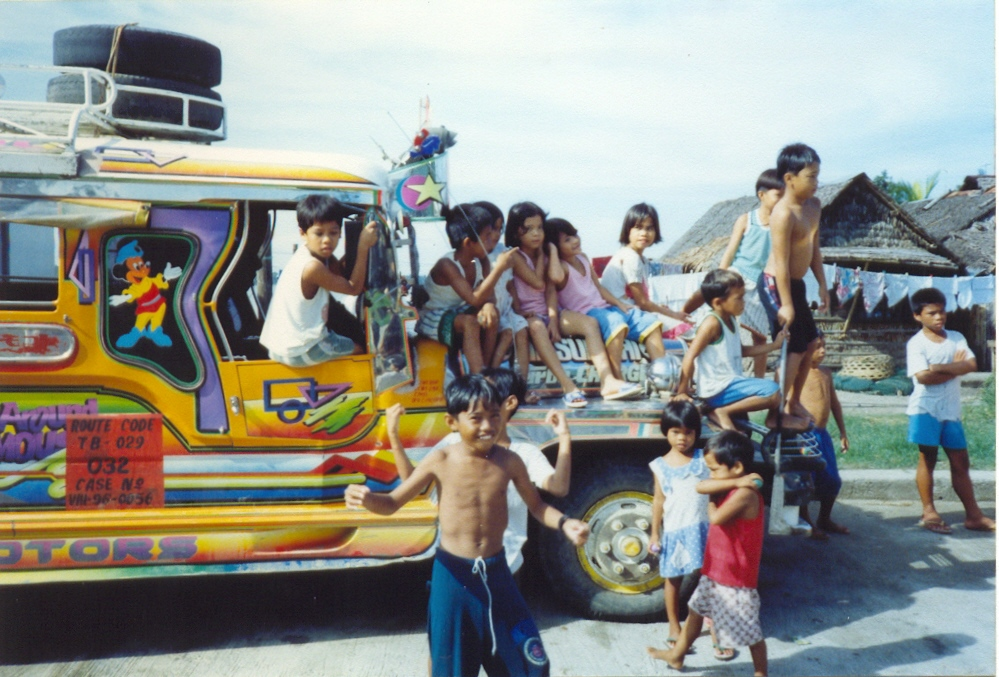
Jeepney với trẻ em
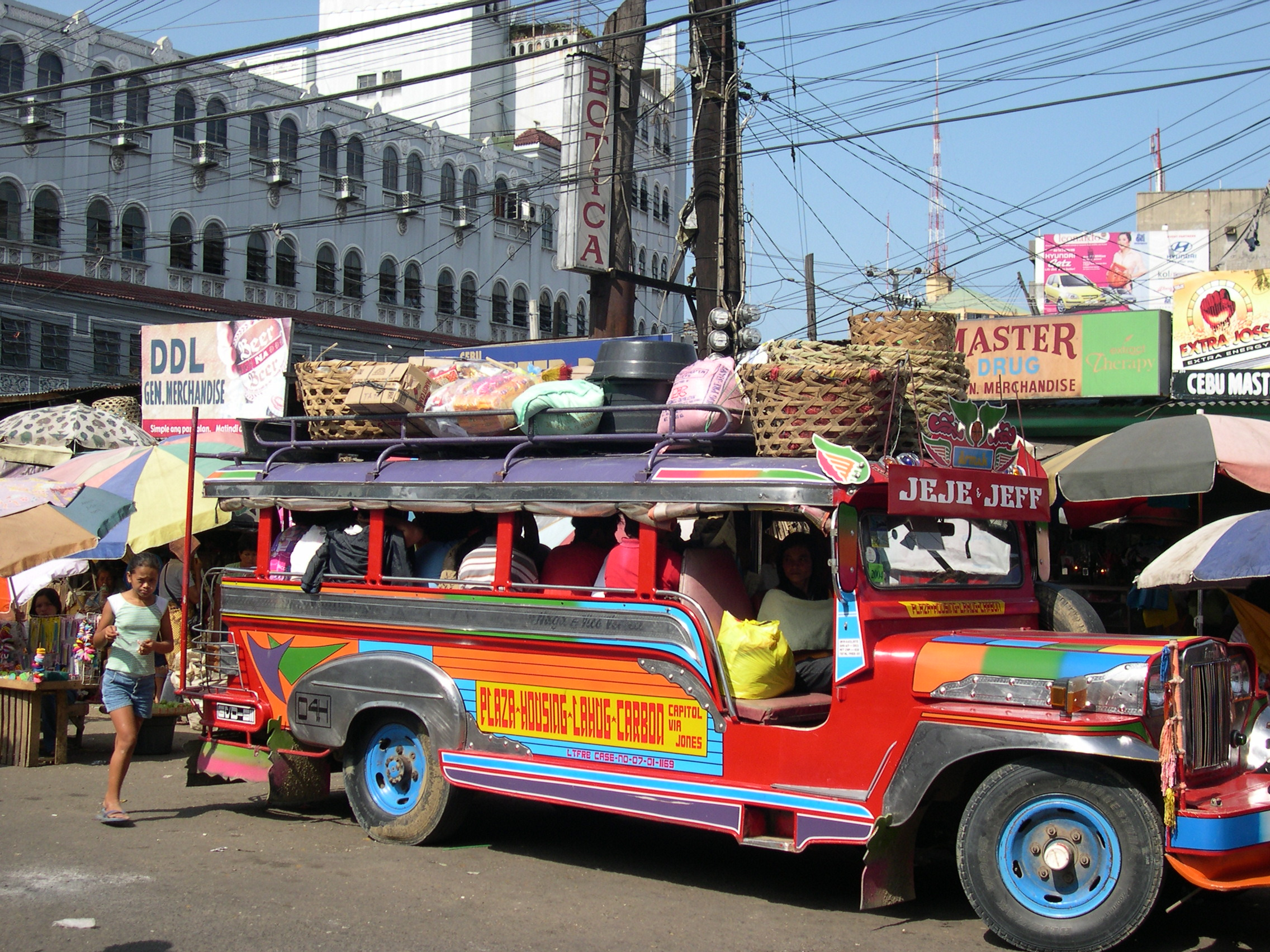
Jeepney tại Carbon Market, Cebu City
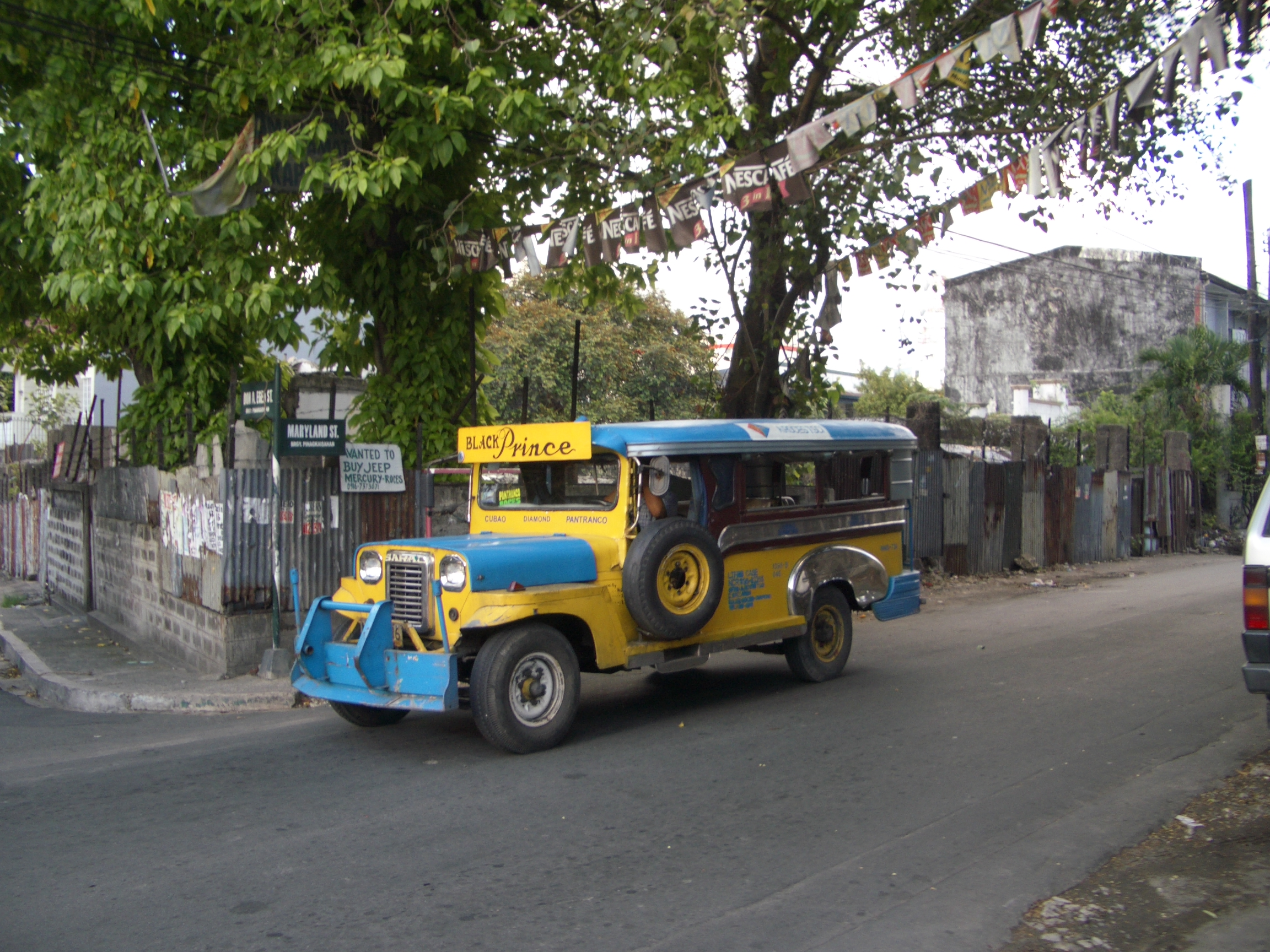
Jeepney tại Quezon City
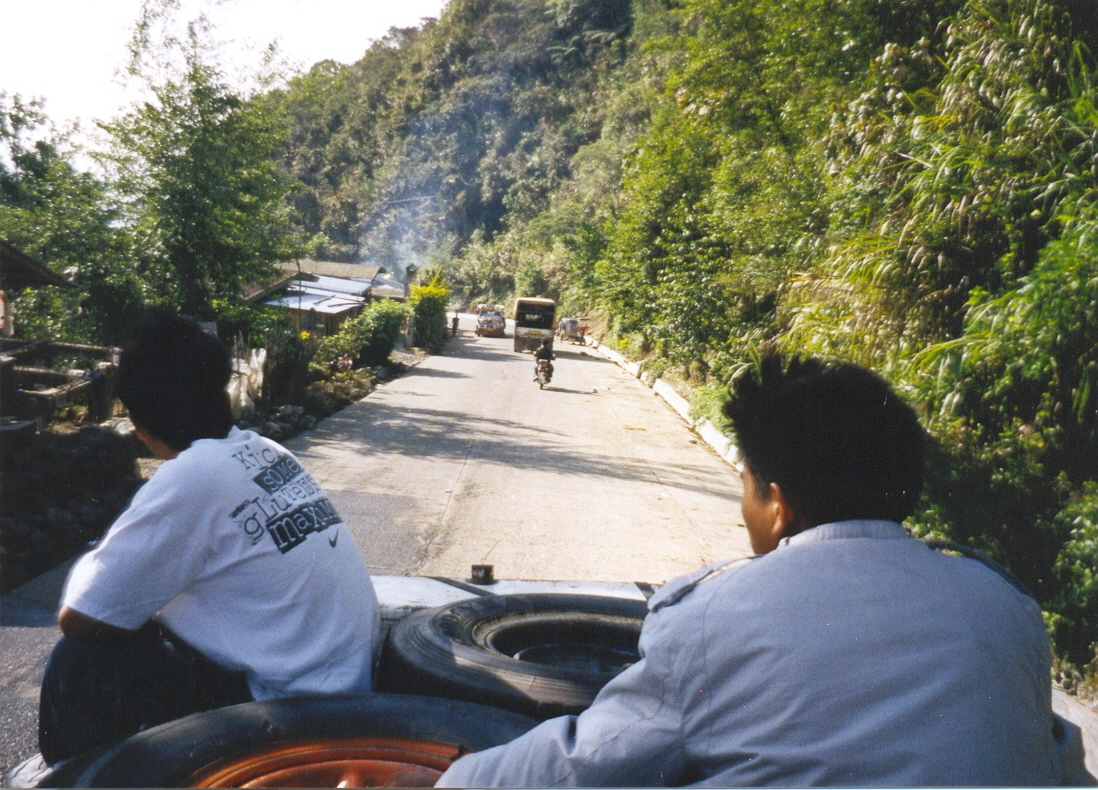
Trên đầu xe jeepney tại Luzon
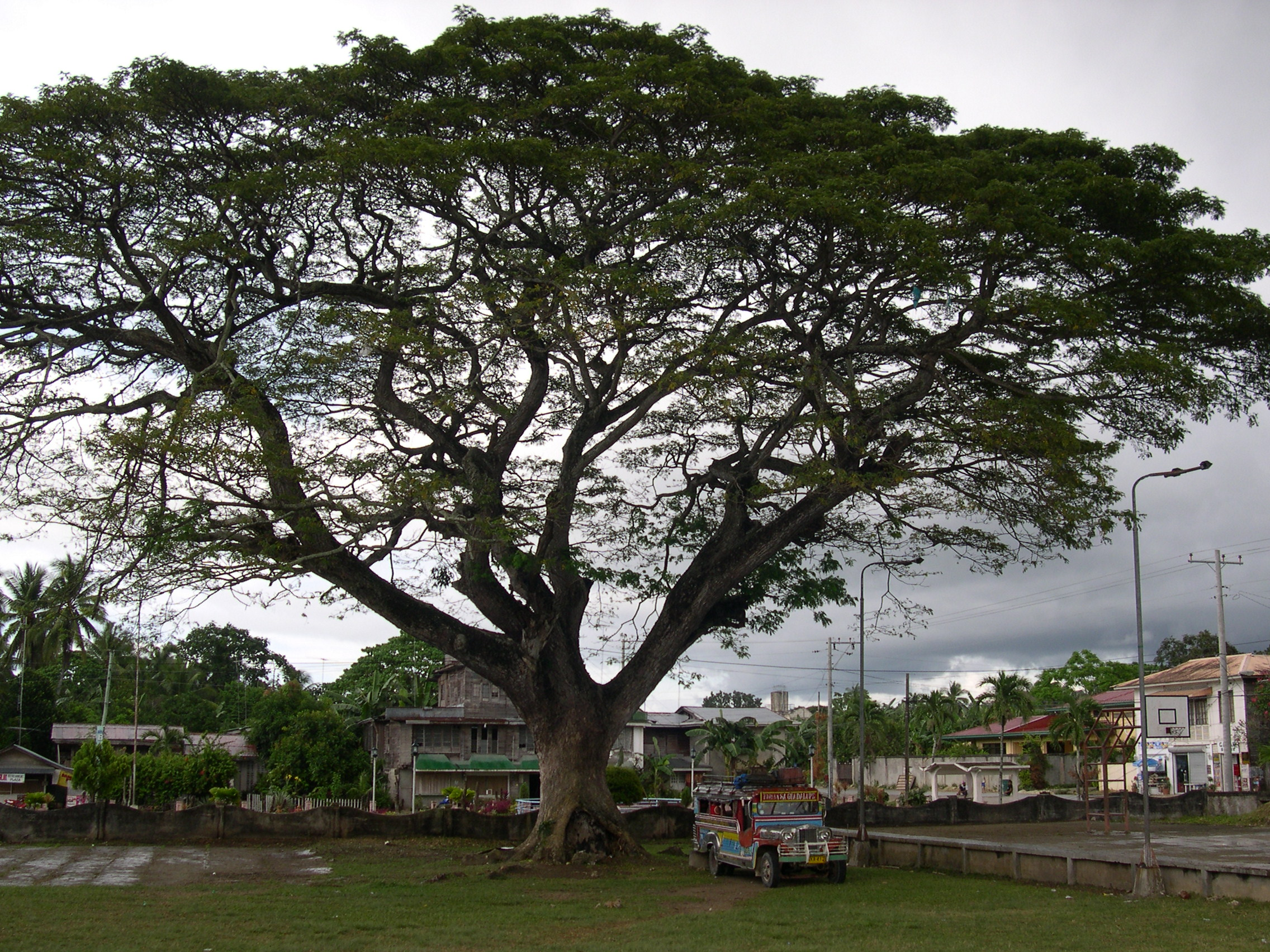
Jeepney under the Loon, Bohol Tree
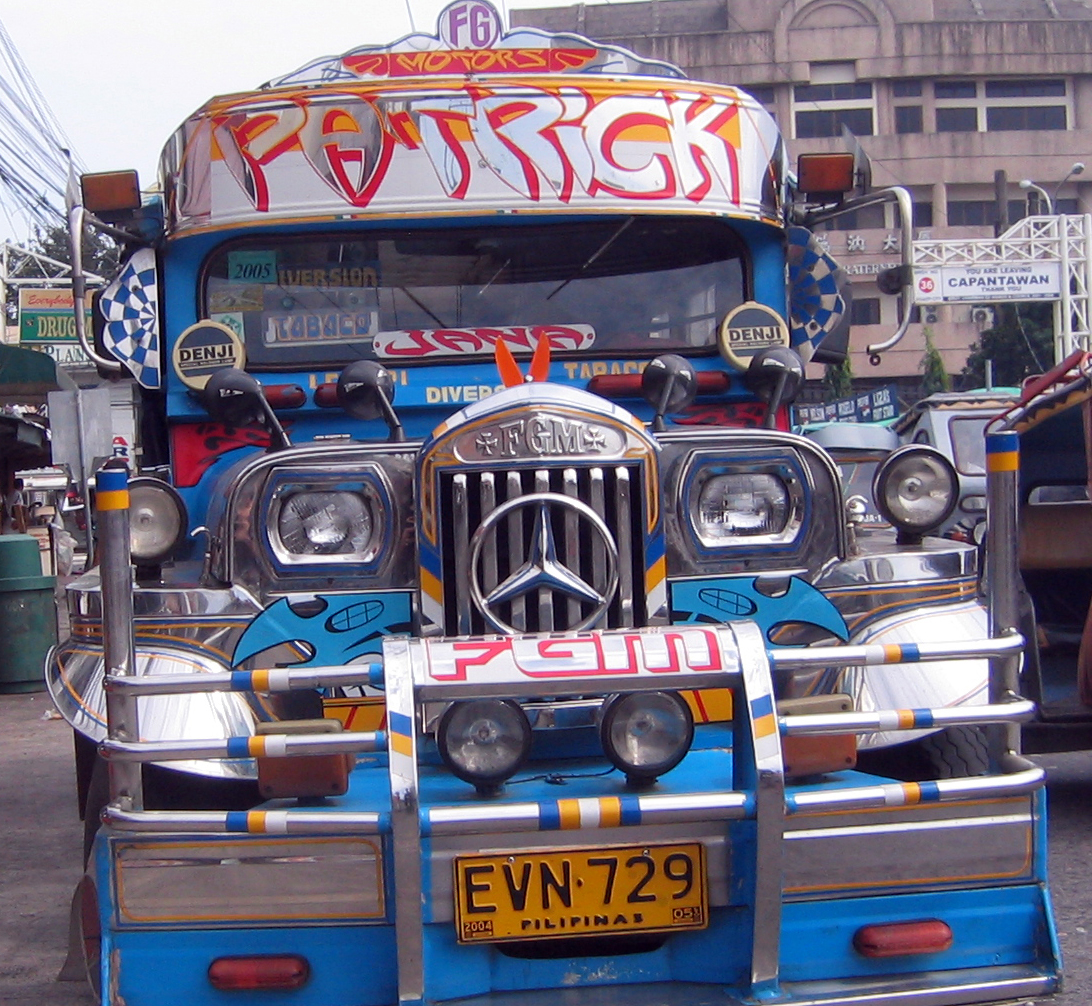
Jeepney Benz
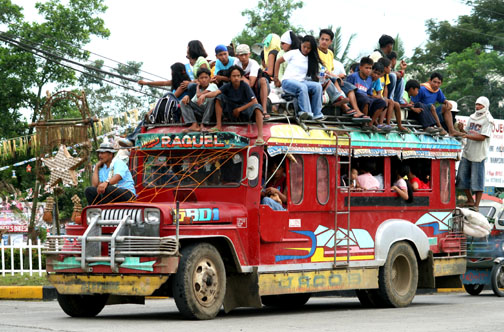
Jeepney quá tải